# Con la voglia di te/Sei contento
Con la voglia di te/Sei contento è un 45 giri della cantante italiana Iva Zanicchi, pubblicato nel marzo 1978. Il brano del lato A è una cover di Blu Bayou di Linda Ronstadt incluso nell'album Simple Dreams del 1977.

## Tracce
Lato A
- Con la voglia di te - 4:05 - (R. Orbinson - J. Melson - A. Testa)

Lato B
- Sei contento - 3:45 - (Janne - Lipari - E. Leoni - Malgioglio)